# Рокфорд (Мичиген)
Рокфорд (Мичиген) (енгл. Rockford) град је у америчкој савезној држави Мичиген. По попису становништва из 2010. у њему је живело 5.719 становника.

## Демографија
Према попису становништва из 2010. у граду је живело 5.719 становника, што је 1.093 (23,6%) становника више него 2000. године.
| Група             | 2000.         | 2010.         |
| Белци             | 4.411 (95,4%) | 5.282 (92,4%) |
| Афроамериканци    | 28 (0,6%)     | 38 (0,7%)     |
| Азијати           | 42 (0,9%)     | 66 (1,2%)     |
| Хиспаноамериканци | 70 (1,5%)     | 214 (3,7%)    |
| Укупно            | 4.626         | 5.719         |